# العمر أيام (فلم)
العمر أيام فيلم موسيقي استعراضي مصري إخراج وتأليف يوسف عيسى لعام 1964. الفيلم من بطولة شكري سرحان ومها صبري وزيزي البدراوي وحسن يوسف، وتدور الأحداث حول فتحي سالم المتفوق في كلية الهندسة ويفكر في الزواج من وداد ابنة مديره كوسيلة سريعة للثراء ولكن راسم بك وزوجته يرفضوا لأنه من طبقة اجتماعية أقل منهم.
هذا الفيلم هو أول فيلم يخرجه يوسف عيسى ولم يخرج بعده سوى فيلم اللص الظريف عام 1970.
صدر الفيلم إلى دور العرض المصرية في 17 مايو 1964.
منح موقع قاعدة بيانات الأفلام على الإنترنت (IMDB) الفيلم درجة 6.5/ 10.
منح موقع قاعدة بيانات الأفلام العربية على الإنترنت «السينما.كوم» درجة 5.8/ 10.  

## أحداث الفيلم
عاش المهندس فتحى سالم (شكرى سرحان) طفولة بائسة، وكافحت أمه بالعمل في البيوت لتعليمه، وصمم فتحي على تجنب الفقر بأي وسيلة، وسلوك أقصر الطرق للثراء، وقرر أن الحب ضعف يعطل مسيرة الثراء.
التحق فتحى بالعمل في شركة لصناعة أوراق اللعب، يمتلكها راسم بك قدرى (عبد الخالق صالح). يتعرف فتحي على زميليه بالعمل، خالد عبد السلام (حسن يوسف)، وادهم أبو هيبه (سمير صبرى) الذي يحب السكرتيرة نجوى (سهام فتحى) ولا يستطيع الزواج بها لمحدودية مرتبه، كما ان والدة نجوى مشلولة وتحتاج لمرتب ابنتها. يستعين أدهم على حل مشكلته بالرهان في سباق الخيل، لعله يربح، أما خالد فهو يحب الرسامة إلهام (شيرين) حب قوى من جانب واحد، لأن إلهام فقدت حبيبها الطيار بحادث سقوط طائرته ومازالت تعيش على أمل عودته، فإن مات جسديا، فهو لم يمت في قلبها. يحاول خالد أن يخرجها من وحدتها وأملها المستحيل، خصوصاً وأن الايام تمر بهم، ولا ييأس خالد من استجابة إلهام يوماً.
يشاهد فتحى ابنة صاحب الشركة وداد (زيزى البدراوى) وهى فتاة متوسطة الجمال ويقرر أن تكون وسيلته للثراء السريع. يتعمد فتحي مقابلة وداد في المعرض الذي أقامته إلهام لعرض لوحاتها، ويتعرف عليها. يصطدم فتحى في المعرض بصديقة إلهام الوحيدة ليلى (مها صبرى) وهي مطربة ملهى وموديل للرسامين وتعمل في أي أعمال للحصول على المال. كانت ليلى وحيدة وفقيرة لا تملك شيئا، فعملت موديل، وعطفت عليها إلهام وأمدتها بما تحتاج وسمحت لها بالإقامة في البيت الذي أعدته لزواجها قبل مصرع حبيبها. يتعرف فتحى على ليلى ويجمعهما شعورهم بالوحدة، ويفضي كل منهما للآخر بما يعتمل في صدره، حتى يصبحون صديقين. يكتشف راسم بك لقاءات إبنته وداد بمهندس الشركة فتحى، ويطلب من نسيبه بإيجاد وظيفة كبيرة لفتحى بشركته بالأسكندرية ليبعده عن ابنته. يرفض فتحى الوظيفة الجديدة، ولكن يجبر راسم بك إبنته وداد على السفر لأوروبا. ينغمس فتحى بعلاقته مع ليلى التي أحبته بجنون، ويلازمها حتى تعود وداد من أوروبا، وتعود إلى مواعدة فتحي وتحمل منه. يتقدم فتحى لراسم للزواج من وداد، ويوافق المدير مضطراً بعد معرفته بحمل ابنته. يطلب فتحى من ليلى قطع العلاقة، ولا تتحمل الصدمة وتنتحر وتموت بين يدى فتحي الذي يحتار أيحب وداد أم كان يحب ليلى. يتزوج ادهم من نجوى ويترك الايام تحل مشكلتهم، أما إلهام فتجد نفسها وحيدة بعد موت ليلى، ولم يتبق لها غير خالد فتسرع إليه قبل ان تمر الايام.

## طاقم التمثيل
- شكري سرحان: في دور المهندس فتحي سالم

- مها صبري: في دورليلى (مطربة ملهى وموديل للرسامين)

- زيزي البدراوي: في دور وداد (ابنة راسم بك)

- حسن يوسف: في دور خالد عبد السلام (زميل فتحي)

- شيرين: في دور إلهام (الرسامة)

- سمير صبري: في دور أدهم أبو هيبة (زميل فتحي)

- سهام فتحي: في دور نجوى (سكرتيرة الشركة)

- عبد الخالق صالح: في دور راسم قدري (والد وداد)

بالاشتراك مع: حسين إسماعيل – إلهام شريف – نبيل ميشيل – شوقي بركة – وفاء حلمي – إبراهيم رمزي.

## روابط خارجية
- مقالات تستعمل روابط فنية بلا صلة مع ويكي بيانات
- العمر أيام على الدهليز
- العمر أيام على كاروهات
- https://www.imdb.com/title/tt0374095/?ref_=ttrel_rel_tt العمر أيام (فيلم)

https://pulpit.alwatanvoice.com/articles/2014/05/17/330074.html العمر أيام (فيلم)